# Chris Pohl
Chris Pohl, född 9 februari 1972 i Berlin-Kreuzberg, är en tysk musiker, grundare och frontman i Blutengel, Terminal Choice, Tumor och Miss Construction.